# Metamorphosis (álbum de Hilary Duff)
Metamorphosis é o segundo álbum de estúdio da atriz e cantora estadunidense Hilary Duff, lançado em 26 de agosto de 2003 através da Hollywood Records. De acordo com Duff, o álbum incorpora elementos de pop e rock e representa mudanças específicas de sua vida e que todos vivenciam. Duff trabalhou com vários colaboradores no álbum, incluindo The Matrix, Chico Bennett, Matthew Gerrard, John Shanks e Kara DioGuardi.
O álbum coincidiu com outros projetos de destaque nos quais ela estava envolvida em outras mídias. Metamorphosis recebeu avaliações mistas dos críticos musicais; alguns elogiaram por ser um álbum bubblegum moderno, enquanto outros consideraram o álbum um artifício promocional para Duff, sem substância real. O álbum estreou na segunda posição da Billboard 200, vendendo 203.000 cópias na primeira semana, configurando-se como a maior primeira semana de um álbum de estreia feminino em 2003. Na semana seguinte, o álbum alcançou o topo da tabela. Tornou-se o oitavo álbum mais vendido de 2003 nos Estados Unidos, de acordo com a Nielsen SoundScan, vendendo 2.6 milhões de cópias em um período de cinco meses e recebeu o certificado de platina quádrupla da Recording Industry Association of America (RIAA). Ao final de 2005, o álbum já havia vendido mais de cinco milhões de cópias mundialmente. Para a Hollywood Records, Metamorphosis foi o primeiro grande sucesso de vendas do selo em vários anos e levou ao cultivo bem-sucedido de novos artistas e marcas pela gravadora usando o Disney Channel. Ela foi a sexta artista solo a conquistar o topo da Billboard 200 com menos de 18 anos.
Três singles foram lançados do álbum. O primeiro single, "So Yesterday", foi lançado em julho de 2003. A canção não obteve grande impacto nos Estados Unidos, alcançando o top 50, ao passo que, internacionalmente, alcançou o top dez na Austrália, Canadá e Reino Unido. O segundo single, "Come Clean", lançado no início de 2004, conquistou a 35ª posição da Billboard Hot 100 e tornou-se seu single mais vendido no país. O terceiro e último single, "Little Voice", foi lançado apenas na Austrália. Duff promoveu o álbum com a Metamorphosis Tour, que começou em novembro de 2003 e finalizou em maio de 2004.

## Antecedentes
Hilary Duff sempre quis seguir os passos de sua irmã mais velha, Haylie. Duff assistiu o ensaio de sua irmã em 2001, após o que ela disse à mãe que queria cantar. No mesmo período, ela compareceu a um show da Radio Disney onde conheceu Andre Recke, cuja cliente Myra estava se apresentando. De acordo com Duff, observar os músicos pop se preparando e se aquecendo nos bastidores do show a fez pensar: "Eu quero tanto fazer isso". Recke disse que achava que Duff, que era popular entre os pré-adolescentes na época por causa de seu papel na popular série original do Disney Channel, Lizzie McGuire, tinha "algo especial... Às vezes você simplesmente tem aquela sensação, 'Uau, ela é uma estrela'". Depois de ficar determinada a iniciar uma carreira musical, Duff retomou suas aulas de canto—que ela havia iniciado antes de sua carreira de atriz começar—e se tornou uma das clientes de Recke. “Sempre tive uma grande motivação”, disse ela. "Quando eu sinto que algo parece divertido ou eu queria realizar alguma coisa, eu realmente vou em frente... Eu realmente não sabia como seria, mas eu sabia que queria tentar e sabia que eu poderia fazer". Duff gravou múltiplas canções para trilhas sonoras e coletânea da Disney e seu primeiro projeto de estúdio, o álbum natalino Santa Claus Lane (2002). Suas canções "I Can't Wait", "Why Not" e "What Dreams Are Made Of" foram grandes sucessos na Radio Disney, mas Recke e os executivos da Buena Vista Music Group imaginaram Metamorphosis como um veículo pelo qual Duff poderia alcançar um público mais maduro.

## Composição

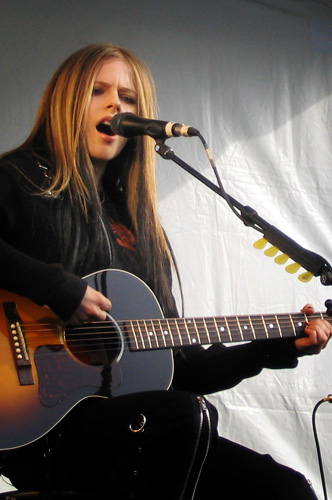
O fato de o álbum ter a participação de The Matrix levou os críticos a compará-lo com os de Avril Lavigne.

O álbum abre com seu primeiro single "So Yesterday", que de acordo com Duff, é uma forte canção sobre romper com alguém e superar a situação. A canção, que incorpora elementos de pop e rock, foi citado como tendo influências de Avril Lavigne. A segunda canção do álbum, e segundo single, "Come Clean" documenta uma relação entre um garoto e uma garota que sentem que são "no escuro" um sobre o outro; nas palavras de Duff: "eles estão vindo limpos, se isso significa que eles vão ficar juntos ou não." A terceira canção do álbum é "Workin 'It Out". "Hilary Duff Biography".
A quarta canção e terceiro single é "Little Voice", um cover do 2000 single "The Little Voice" da cantora sueca Sahlene. A canção fala de ter uma conversa com sua consciência. A quinta música do álbum é "Where Did I Go Right?". Sexta canção do álbum é "Anywhere But Here".
Sétima canção do álbum é "The Math". A oitava canção é "Love Just Is". A nona canção, "Sweet Sixteen", é uma canção que Duff descreveu como sendo "muito divertido", e confortante para o que ela estava vivendo naquele momento.
"Party Up" é a décima canção no Metamorphosis. A faixa-titulo "Metamorphosis" é uma canção sobre "superar um garoto". Duff insistiu que a música não era sobre o cantor e ex-namorado Aaron Carter, com quem ela teria se separado após uma briga. "Inner Strength" é, "edificante" e "realmente bonita". A última música do álbum, "Why Not" foi lançada anteriormente na trilha sonora para o filme de Lizzie McGuire, um filme em que Duff estrelou.

## Singles
Três singles foram lançados do álbum. O primeiro single, "So Yesterday", foi lançado em julho de 2003, e recebido com uma recepção mista. A canção não conseguiu fazer muito impacto nos EUA, com pico no top50. Internacionalmente, ela atingiu um pico dentro do top10 das paradas de música na Austrália, Canadá, França e Reino Unido. O segundo single, "Come Clean", lançado no início de 2004, teve o mesmo efeito. O terceiro e último single do álbum, "Little Voice", só foi lançado na Austrália. Duff promoveu ainda mais o álbum com a Metamorphosis Tour, que começou em novembro de 2003.

## Recepção da critica
| Críticas profissionais     | Críticas profissionais |
| Avaliações da crítica      | Avaliações da crítica  |
| Fonte                      | Avaliação              |
| -------------------------- | ---------------------- |
| Allmusic                   | link                   |
| Chicago Tribune            | Mista link             |
| Chicago Sun-Times          | (Positivo) link        |
| Rolling Stone              | link                   |
| Slant Magazine             | link                   |
| USA Today                  | link                   |
| Deseret News               | (Positivo) link        |
| IGN                        | link                   |
| UKMIX                      | link                   |
| musicOMH.com               | (Misto) link           |
| Providence Phoenix         | (Positivo) link        |
| Milwaukee Journal Sentinel | (Positivo) link        |

Bob Cavallo disse esperar que o álbum a vender "um par de milhões de... se o pó de pirlimpimpim voar no caminho certo". Stephen Thomas Erlewine do AllMusic escreveu que o álbum, "o que o teen-pop deveria soar em 2003... um muito bom moderno álbum chiclete"; ele disse que foi influenciado por Avril Lavigne, mas que Duff "tem uma voz mais doce, mais atraente do que Avril, e o resto do disco segue o seu alegre carisma, resultando em um charme efervescente de se ouvir". No entanto, a revista Slant disse que Duff "decidiu montar na onda Avril" e observou que, como Lavigne, Duff contou com os The Matrix para produzir e gravar algumas das faixas. A revista Blender chamou o álbum de "um passeio magistralmente executado através da musica pop oitentista". USA Today o nomeou o décimo pior álbum pop de 2003, escrevendo "Nota para todos os jovens, cantores talentosos modestamente: Permaneça na escola e você não vai acabar em pior dos piores."
Metamorphosis foi indicado nos Juno Awards de 2004 para Álbum Internacional do Ano, mas acabou perdendo para álbum Get Rich or Die Tryin' do 50 Cent.  Duff ganhou na categoria Best New Artist em 2004 no World Music Awards e Melhor Artista Feminina no Nickelodeon Kids' Choice Awards, em cima disso "Come Clean" foi indicado para o prêmio de Melhor Vídeo Pop no MTV Video Music Awards. Duff também ganhou um prêmio The Music Factory para a categoria "Fake ID Award".

## Lista de faixas
| Metamorphosis – Edição padrão |                         |                                                            |                            |         |  |
| N.º                           | Título                  | Compositor(es)                                             | Produtor(es)               | Duração |  |
| 1.                            | "So Yesterday"          | Lauren Christy Scott Spock Graham Edwards Charlie Midnight | The Matrix                 | 3:35    |  |
| 2.                            | "Come Clean"            | Kara DioGuardi John Shanks                                 | Shanks                     | 3:34    |  |
| 3.                            | "Workin' It Out"        | Midnight Charlton Pettus Marc Swersky                      | Midnight Pettus Swersky    | 3:15    |  |
| 4.                            | "Little Voice"          | DioGuardi Patrik Berger                                    | Chico Bennett DioGuardi    | 3:03    |  |
| 5.                            | "Where Did I Go Right?" | Christy Spock Edwards Midnight                             | The Matrix                 | 3:51    |  |
| 6.                            | "Anywhere But Here"     | Jim Marr Wendy Page Bennett                                | Bennett                    | 3:32    |  |
| 7.                            | "The Math"              | Christy Spock Edwards Midnight                             | The Matrix                 | 3:19    |  |
| 8.                            | "Love Just Is"          | Marr Page Midnight                                         | Midnight Marr Page         | 4:02    |  |
| 9.                            | "Sweet Sixteen"         | Haylie Duff Toran Caudell                                  | Denny Weston, Jr. Midnight | 3:07    |  |
| 10.                           | "Party Up"              | Meredith Brooks Taylor Rhodes Ashley George                | Brooks                     | 3:51    |  |
| 11.                           | "Metamorphosis"         | Hilary Duff Midnight Bennett Andre Recke                   | Bennett Midnight           | 3:28    |  |
| 12.                           | "Inner Strength"        | Haylie Duff                                                | Midnight Weston, Jr.       | 1:34    |  |
| 13.                           | "Why Not" (faixa bônus) | Midnight Matthew Gerrard                                   | Gerrard                    | 2:59    |  |
| Duração total:                | Duração total:          | Duração total:                                             | Duração total:             | 43:07   |  |

| Metamorphosis – Faixa bônus da edição Austráliana |                    |                  |                |         |  |
| N.º                                               | Título             | Compositor(es)   | Produtor(es)   | Duração |  |
| 14.                                               | "A Day in the Sun" | Midnight Gerrard | Gerrard        | 3:24    |  |
| Duração total:                                    | Duração total:     | Duração total:   | Duração total: | 46:31   |  |

| Metamorphosis – Faixa bônus da edição Europeia e Latino-americana |                 |                      |                      |         |  |
| N.º                                                               | Título          | Compositor(es)       | Produtor(es)         | Duração |  |
| 14.                                                               | "Girl Can Rock" | Midnight Weston, Jr. | Midnight Weston, Jr. | 3:10    |  |
| Duração total:                                                    | Duração total:  | Duração total:       | Duração total:       | 46:17   |  |

| Metamorphosis – Faixa bônus da edição Japonesa |                    |                      |                      |         |  |
| N.º                                            | Título             | Compositor(es)       | Produtor(es)         | Duração |  |
| 14.                                            | "A Day in the Sun" | Midnight Gerrard     | Gerrard              | 3:24    |  |
| 15.                                            | "Girl Can Rock"    | Midnight Weston, Jr. | Midnight Weston, Jr. | 3:34    |  |
| Duração total:                                 | Duração total:     | Duração total:       | Duração total:       | 49:41   |  |

| Metamorphosis – Faixa bônus da edição deluxe Japonesa |                                    |                                |                |         |  |
| N.º                                                   | Título                             | Compositor(es)                 | Produtor(es)   | Duração |  |
| 16.                                                   | "So Yesterday (Thunderpuss Remix)" | Christy Spock Edwards Midnight | The Matrix     | 4:17    |  |
| 17.                                                   | "Come Clean (Radio Mix)"           | DioGuardi Shanks               | Shanks         | 3:25    |  |
| Duração total:                                        | Duração total:                     | Duração total:                 | Duração total: | 57:23   |  |

## Desempenho nas tabelas musicais

### Posições
| Paradas (2003)                    | Pico Posição |
| --------------------------------- | ------------ |
| Austrália - (ARIA Charts)         | 19           |
| Bélgica - (Belgian Albums Top 50) | 22           |
| Canadá - (Canadian Albums Chart)  | 1            |
| França - (French Albums Chart)    | 22           |
| Irlanda - (Ireland Albums Top 75) | 41           |
| Japão - (Oricon)                  | 9            |
| Países Baixos - (MegaCharts)      | 23           |
| Nova Zelândia - (RIANZ)           | 20           |
| Reino Unido - (UK Albums Chart)   | 69           |
| Estados Unidos - (Billboard 200)  | 1            |

| País                             | Certificações | Vendas/Expedições |
| -------------------------------- | ------------- | ----------------- |
| Austrália - (ARIA Charts)        | Platina       | 70,000            |
| Canadá - (Canadian Albums Chart) | 4× platinum   | 500,000           |
| França - (French Albums Chart)   | —             | 88,000            |
| Japão - (Oricon)                 | Ouro          | 180,000           |
| México - (AMPROFON)              | Ouro          | 50,000            |
| Estados Unidos - (Billboard 200) | 3× Platina    | 4.0 milhões       |
| Mundo (IFPI World Chart)         | —             | 6 milhões         |

## Curiosidades
- A faixa "Workin' It Out" foi incluída como b-side no single de "So Yesterday".
- "Little Voice" foi lançada como single nas rádios de alguns países, como o Canadá e Austrália, atingindo a #29 nas paradas canadenses. O single não foi bem recebido nos Estados Unidos, tendo seu lançamento restrito à Radio Disney.
- Uma versão com uma mixagem diferente de "Little Voice" foi tocada em algumas rádios norte-americanas antes do lançamento do álbum.
- "Why Not" foi o primeiro single do álbum, e também da trilha sonora do filme Lizzie McGuire - Um Sonho Popstar. O videoclipe contém cenas do filme da série Lizzie McGuire, e ficou na #14 na Austrália.
- "Anywhere But Here" foi incluída na trilha sonora de A Nova Cinderela.
- Em 2006, o grupo latino RBD gravou uma versão em espanhol de Little Voice para o terceiro álbum Celestial; gravando também no mesmo ano em português para a versão brasil do mesmo álbum intitulada como “Sua doce voz”.

## Créditos
- Hilary Duff - vocais
- Chico Bennett - produtor
- Meredith Brooks - produtor
- Rob Chiarelli - mixagem
- Savina Ciaramella - A&R
- Kara DioGuardi - produtor
- Martin Häusler - direção de arte, design
- Jay Landers - produção executiva
- Stephen Marcussen - masterização
- Dani Markman - A&R
- Jim Marr - Produção
- The Matrix - arranjos, produção, engenheiro, mixagem
- Charlie Midnight - produção
- Keith Munyan, Jr. - fotografia
- Sheryl Nields - fotografia
- Wendy Page - produção
- Andre Recke - produção executiva
- Jeff Rothschild - engenheiro
- John Shanks - produção
- Joel Soyffer - mixagem
- Steve Sterling - design de layout
- Denny Weston, Jr. - produção